# Basilio Martín Patino
Basilio Martín Patino (Lumbrales, Salamanca, 29 de octubre de 1930-Madrid, 13 de agosto de 2017) fue un director de cine español, conocido por la película Nueve cartas a Berta (1965) y por tres de sus documentales, Canciones para después de una guerra (1971), Queridísimos verdugos (1973) y Caudillo (1974).

## Biografía
Basilio Martín Patino nació el 29 de octubre de 1930 en Lumbrales (Salamanca). Sus padres, ambos profesores, eran de derechas y católicos, y sus dos hermanos se dedicaron a la vida religiosa; su hermano José María (1925-2015), sacerdote, fue secretario del cardenal Tarancón, y su otra hermana era religiosa. Sin embargo, Basilio tomó un camino muy distinto, asumiendo posturas anarquistas que se verían reflejadas en su cine. Estudió en la Universidad de Salamanca, licenciándose en Filosofía y Letras, y posteriormente obtuvo el título de director-realizador por la Escuela Oficial de Cine de Madrid.
Antes de dedicarse al cine realizó estudios literarios y escribió Calle Toro, antes Generalísimo, libro que fue finalista del Premio Biblioteca Breve pero que el mismo autor no quiso publicar aunque se lo propusieron (por ejemplo, el historiador Manuel Tuñón de Lara lo quiso publicar en París). En sus comienzos, Martín Patino fue uno de los pioneros de la publicidad en España, pero su carácter independiente le hizo dedicarse a sus propios proyectos, siendo en 1953 cuando se acercó verdaderamente al cine, creando el cineclub de la Universidad de Salamanca y publicando la revista Cinema Universitario.
En 1955 organizó en Salamanca las I Conversaciones sobre el Cine Español, conocidas como las Conversaciones de Salamanca, que habrían de tener gran resonancia en el futuro del cine del país. En el encuentro, cuyo cerebro fue Ricardo Muñoz Suay, se reunieron los mejores directores del cine español de la época. 
Tras dirigir varios cortometrajes, se licenció en la Escuela Oficial de Cine en 1961 con la película Tarde de domingo. En 1963 realizó el cortometraje Torerillos, que le supondría sus primeros problemas con la censura (el censor le pidió que retirara el humo de un tren argumentando que "ensuciaba el paisaje de Castilla-La Mancha, ya de por sí feo"). Su gran éxito le llegó tres años después con la película Nueve cartas a Berta (1966), que obtuvo la Concha de Plata en el Festival Internacional de Cine de San Sebastián; el encuentro con el público fue un éxito y la película estuvo en cartel, para asombro del propio Patino tras sus problemas con la censura, durante cien días.
A partir de ese momento, Patino realizó una carrera alejada de los circuitos comerciales, destacando por los documentales Canciones para después de una guerra (1971), su obra de más éxito junto con Nueve cartas a Berta y en el que, mediante el uso de imágenes procedentes principalmente del NO-DO y canciones de la época, ofrece un recorrido por la posguerra española; Queridísimos verdugos (1973), con entrevistas a varios verdugos de la época y a familiares de ajusticiados; y Caudillo (1974), sobre Franco. Estos dos últimos, como otras de sus obras, tuvieron que ser realizados de forma clandestina y solo pudieron ser estrenados tras la muerte de Franco.
Dentro de su militancia anarcosindicalista, participó en la Fundación Cultural de la Confederación Nacional del Trabajo.

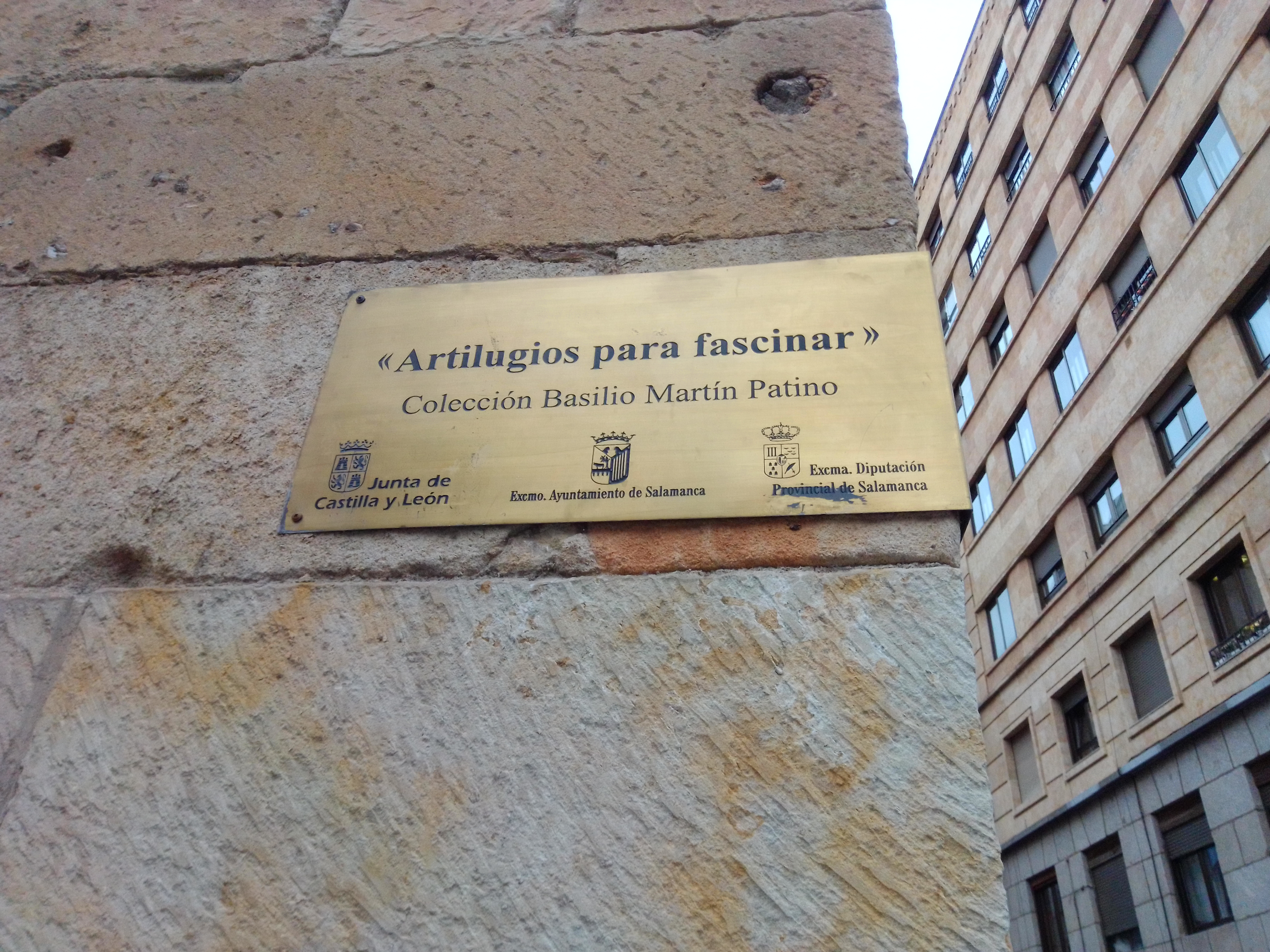
Casa de las Viejas. Filmoteca Regional de Castilla y León (Salamanca)

Su interés por la cinematografía de no ficción lo llevó a explorar los territorios del falso documental, como el dedicado a la matanza de campesinos libertarios en Casas Viejas o La seducción del caos (1991), con Adolfo Marsillach. Destaca también su interés por las tecnologías audiovisuales, tanto las pioneras (posee una colección de zoótropos y linternas mágicas, instalada en la sede de la Filmoteca de Castilla y León) como las nuevas, lo que lo llevó a investigar las posibilidades del vídeo desde su aparición, así como los recursos que la imagen en 3D, los videomuros o la edición informática pueden ofrecer al creador.
En 2007 recibió el título de doctor honoris causa por la Universidad de Salamanca.
En 2011, durante las revueltas ciudadanas del 15M, inició el rodaje de Libre te quiero, documental que se estrenó en la Seminci de Valladolid en octubre de 2012 y que narra los acontecimientos ocurridos en Madrid durante mayo y octubre de 2011.
Estuvo casado con Pilar Doblado que fue la primera presidenta de la Fundación Basilio Martín Patino que alberga importantes fondos sobre el cineasta.

## Filmografía
- Libre te quiero (2012), documental sobre el 15-M -60 minutos-
- Espejos en la niebla (2008)
- Capea (2005)
- Fiesta (2005)
- Corredores de fondo (2005)
- Homenaje a Madrid (2004)
- Octavia (2002)
- Andalucía: un siglo de fascinación (1996). Conjunto de siete películas
- La seducción del caos (1991)
- Madrid (1987)
- Los paraísos perdidos (1985)
- El horizonte ibérico (1983)
- El nacimiento de un nuevo mundo (1982)
- Inquisición y libertad (1982)
- Retablo de la Guerra Civil Española (1980)
- Hombre y ciudad (1980)
- Caudillo (1974)
- Queridísimos verdugos (1973)
- Canciones para después de una guerra (1971)
- Paseo por los letreros de Madrid (1968)
- Rinconete y Cortadillo (1967)
- Del amor y otras soledades (1968)
- Nueve cartas a Berta (1966)
- Imágenes y versos de la navidad (1962). Cortometraje
- Torerillos (1962). Cortometraje
- El noveno (1961). Cortometraje
- Tarde de domingo (1960). Cortometraje
- Imágenes sobre un retablo (1955). Cortometraje

## Premios y reconocimientos
Festival Internacional de Cine de San Sebastián
| Año  | Categoría                              | Película             | Resultado |
| ---- | -------------------------------------- | -------------------- | --------- |
| 1966 | Concha de Plata a la mejor ópera prima | Nueve cartas a Berta | Ganador   |

Medallas del Círculo de Escritores Cinematográficos
| Año  | Categoría   | Película             | Resultado |
| ---- | ----------- | -------------------- | --------- |
| 1966 | Mejor guion | Nueve cartas a Berta | Ganador   |

Festival Internacional de Cine de Huesca
| Año  | Categoría               | Resultado |
| ---- | ----------------------- | --------- |
| 2009 | Premio Ciudad de Huesca | Ganador   |

- 2002: Espiga de Oro a toda una carrera y retrospectiva en la Semana Internacional de Cine de Valladolid.
- 2005: Medalla de Oro de la Academia de las Artes y las Ciencias Cinematográficas de España.
- 2006: Homenaje por toda su carrera como documentalista en la Muestra Cinematográfica del Atlántico Alcances.